# Thomas Willing
Pour les articles homonymes, voir Willing.
Thomas Willing (19 décembre 1731, Philadelphie – 19 janvier 1821, Philadelphie), est un financier et délégué du Congrès continental.

## Biographie
Fils de Charles Willing, maire de Philadelphie à deux reprises, et arrière petit-fils d'Edward Shippen, premier maire élu de Philadelphie, il suivit des études préparatoires à Bath, en Angleterre, puis étudia le droit à Londres à l'Inner Temple. En 1749, il rentra à Philadelphie, où il s'engagea dans des activités marchandes, en partenariat avec Robert Morris, jusqu'en 1793.
Membre du common council en 1755, il devient conseiller municipal et juge à la cour municipale en 1759, puis juge de la Cour des plaids-communs en 1761.
En 1763, il devient maire de Philadelphie. En 1767, l'Assemblée de Pennsylvanie, avec l'assentiment du gouverneur Thomas Penn, avait autorisé une Cour suprême de justice pour siéger avec les juges de paix locaux dans un système de tribunaux Nisi prius. Le gouverneur Penn nomma deux nouveaux juges à la Cour suprême, John Lawrence et Thomas Willing.
Membre du Committee of correspondence en 1774 et du Comité de sécurité en 1775, il a servi dans la Chambre coloniale des représentants. En tant que membre du Congrès continental en 1775 et 1776, il a voté contre la Déclaration d'indépendance. Plus tard, cependant, il souscrit £ 5,000 à fournir à la cause révolutionnaire.
Après la guerre, il est devenu président de la Banque de l'Amérique du Nord (1781-1791), précédant John Nixon, puis le premier président de la First Bank of the United States de 1791 à 1807. En août 1807, il a subi une attaque d'apoplexie, et il a démissionné pour raisons de santé en tant que président de la banque en novembre 1807.
En 1763, Thomas Willing épousa Anne McCall. Ils eurent treize enfants. Leur fille aînée, Anne Willing, était une mondaine de premier plan et a épousé l'un des hommes les plus riches de l'Amérique à l'époque, William Bingham. Une autre fille, Mary (en), épousa Henry Clymer (fils de George Clymer). Ses autres filles ont épousé William Jackson, Thomas Willing Francis (un cousin), et Richard Peters (en). Son fils, Richard Willing, épousa la petite-fille de William Moore (homme d'État).

## Sources
- (en) Cet article est partiellement ou en totalité issu de l’article de Wikipédia en anglais intitulé « Thomas Willing » (voir la liste des auteurs).
- Wright, Robert E. "Thomas Willing (1731-1821): Philadelphia Financier and Forgotten Founding Father". Pennsylvania History, 63 (Autumn 1996): 525-60.

(en) « Thomas Willing », sur Biographical Directory of the United States Congress